# Marion Bartoli
Marion Bartoli (Le Puy-en-Velay, 2 oktober 1984) is een voormalig professioneel tennisspeelster uit Frankrijk. Bartoli betrad het professionele circuit in februari 2000. Zij was toen de enige toptennisspeelster met een tweehandige forehand.

## Sportieve carrière
Marion Bartoli werd getraind door haar vader Walter Bartoli die haar introduceerde in de sport toen zij zes jaar oud was. Als juniore won zij het US Open 2001 voor meisjes.
Gedurende haar carrière won Bartoli elf WTA-toernooien, waarvan acht in het enkelspel. Ook heeft zij zeven ITF-titels op haar naam, waarvan zes in het enkelspel.
In de periode augustus 2002 tot en met juli 2013 speelde zij een ononderbroken reeks van 44 grandslamtoernooideelnames. Op het toernooi van Wimbledon 2007 wist zij de finale te bereiken door onder andere in de vierde ronde Jelena Janković, in de kwartfinale Michaëlla Krajicek en in de halve finale de als nummer 1 geplaatste en tevens titelfavoriete Justine Henin te verslaan. In de finale werd zij uiteindelijk verslagen door Venus Williams met 6-4 en 6-1. Zij won wel de editie van 2013 door in de finale met Sabine Lisicki af te rekenen met 6-1 en 6-4. In de halve finale versloeg zij ook Kirsten Flipkens, met 6-1 en 6-2.
Op 14 augustus 2013 kondigde zij onverwacht haar afscheid van het professioneel tenniscircuit aan. Volgens haar zeggen kon zij het tennisleven fysiek noch mentaal meer aan.

### Tennis in teamverband
In 2004 en 2013 maakte Bartoli deel uit van het Franse Fed Cup-team – zij vergaarde daar een winst/verlies-balans van 3–1.
Bij haar deelname aan de Hopman Cup 2012, geflankeerd door Richard Gasquet, bereikten zij de finale – die verloren zij van het Tsjechische koppel.

## Fysiek
Bartoli was een ongewone atlete omwille van haar relatieve molligheid. Bij haar overwinning op Wimbledon woog zij 68 kg. Nadien werd gemeld dat Bartoli ernstige problemen had en bijzonder mager geworden was. Anno 2016 woog zij slechts 45 kg. Zelf schreef zij dit toe aan een virus. Anno 2018 had zij dit tekort weer ingehaald.

## Posities op deWTA-ranglijst
Positie per einde seizoen:
| jaar | rang enkelspel | rang dubbelspel |
| ---- | -------------- | --------------- |
| 2000 | 1120           | –               |
| 2001 | 345            | –               |
| 2002 | 106            | 282             |
| 2003 | 57             | 20              |
| 2004 | 41             | 37              |
| 2005 | 40             | 47              |
| 2006 | 17             | 33              |
| 2007 | 10             | 113             |
| 2008 | 17             | –               |
| 2009 | 11             | –               |
| 2010 | 16             | –               |
| 2011 | 9              | –               |
| 2012 | 11             | –               |
| 2013 | 13             | –               |

## Palmares
| Legenda                | Legenda                  |
| ---------------------- | ------------------------ |
| Grandslamtoernooi      |                          |
| Olympische Spelen      |                          |
| Year-End Championships |                          |
| tot 2009               | 2009 – 2020 / vanaf 2021 |
| Tier I                 | Premier Mandatory        |
| Tier II                | Premier Five / WTA 1000  |
| Tier III               | Premier / WTA 500        |
| Tier IV & V            | International / WTA 250  |
|                        | Challenger / WTA 125     |

### WTA-finaleplaatsen enkelspel
| nr.              | datum      | toernooi                | ondergrond | tegenstandster       | score          | details |
| ---------------- | ---------- | ----------------------- | ---------- | -------------------- | -------------- | ------- |
| gewonnen finales |            |                         |            |                      |                |         |
| 1.               | 2006-01-06 | WTA Auckland            | hardcourt  | Vera Zvonarjova      | 6-2, 6-2       | details |
| 2.               | 2006-10-08 | WTA Japan (Tokio)       | hardcourt  | Aiko Nakamura        | 2-6, 6-2, 6-2  | details |
| 3.               | 2006-11-05 | WTA Québec              | hardcourt  | Olga Poetsjkova      | 6-0, 6-0       | details |
| 4.               | 2009-03-08 | WTA Monterrey           | hardcourt  | Li Na                | 6-4, 6-3       | details |
| 5.               | 2009-08-02 | WTA Stanford            | hardcourt  | Venus Williams       | 6-2, 5-7, 6-4  | details |
| 6.               | 2011-06-18 | WTA Eastbourne          | gras       | Petra Kvitová        | 6-1, 4-6, 7-5  | details |
| 7.               | 2011-10-16 | WTA Japan (Osaka)       | hardcourt  | Samantha Stosur      | 6-3, 6-1       | details |
| 8.               | 2013-07-06 | Wimbledon               | gras       | Sabine Lisicki       | 6-1 6-4        | details |
| verloren finales |            |                         |            |                      |                |         |
| 01.              | 2006-09-17 | WTA Bali                | hardcourt  | Svetlana Koeznetsova | 5-7, 2-6       | details |
| 02.              | 2007-05-13 | WTA Praag               | gravel     | Akiko Morigami       | 1-6, 3-6       | details |
| 03.              | 2007-07-07 | Wimbledon               | gras       | Venus Williams       | 4-6, 1-6       | details |
| 04.              | 2008-07-20 | WTA Stanford            | hardcourt  | Aleksandra Wozniak   | 5-7, 3-6       | details |
| 05.              | 2009-01-10 | WTA Brisbane            | hardcourt  | Viktoryja Azarenka   | 3-6, 1-6       | details |
| 06.              | 2009-11-08 | Tournament of Champions | hardcourt  | Aravane Rezaï        | 5-7, opg.      | details |
| 07.              | 2011-03-20 | WTA Indian Wells        | hardcourt  | Caroline Wozniacki   | 1-6, 6-2, 3-6  | details |
| 08.              | 2011-05-21 | WTA Straatsburg         | gravel     | Andrea Petković      | 4-6, 0-1 opg.  | details |
| 09.              | 2011-07-31 | WTA Stanford            | hardcourt  | Serena Williams      | 5-7, 1-6       | details |
| 10.              | 2012-02-12 | WTA Parijs              | hardcourt  | Angelique Kerber     | 63-7, 7-5, 3-6 | details |
| 11.              | 2012-07-22 | WTA Carlsbad            | hardcourt  | Dominika Cibulková   | 1-6, 5-7       | details |

### WTA-finaleplaatsen vrouwendubbelspel
| nr.              | finale     | toernooi       | ondergrond    | partner               | tegenstandsters                               | score         |         |
| ---------------- | ---------- | -------------- | ------------- | --------------------- | --------------------------------------------- | ------------- | ------- |
| gewonnen finales |            |                |               |                       |                                               |               |         |
| 1.               | 2004-04-11 | WTA Casablanca | gravel        | Émilie Loit           | Els Callens Katarina Srebotnik                | 6-4, 6-2      | details |
| 2.               | 2005-02-06 | WTA Pattaya    | hardcourt     | Anna-Lena Grönefeld   | Marta Domachowska Silvija Talaja              | 6-3, 6-2      | details |
| 3.               | 2006-05-14 | WTA Praag      | gravel        | Shahar Peer           | Ashley Harkleroad Bethanie Mattek             | 6-4, 6-4      | details |
| verloren finales |            |                |               |                       |                                               |               |         |
| 1.               | 2003-02-09 | WTA Parijs     | tapijt (i)    | Stéphanie Cohen-Aloro | Barbara Schett Patty Schnyder                 | 6-2, 2-6, 6-7 | details |
| 2.               | 2003-10-26 | WTA Linz       | hardcourt (i) | Silvia Farina-Elia    | Liezel Huber Ai Sugiyama                      | 1-6, 6-7      | details |
| 3.               | 2004-10-17 | WTA Tasjkent   | hardcourt     | Mara Santangelo       | Adriana Serra Zanetti Antonella Serra Zanetti | 6-1, 3-6, 4-6 | details |
| 4.               | 2007-01-14 | WTA Sydney     | hardcourt     | Meilen Tu             | Anna-Lena Grönefeld Meghann Shaughnessy       | 3-6, 6-3, 6-7 | details |

### Finaleplaatsen gemengd dubbelspel
| nr.              | finale     | toernooi   | ondergrond    | partner         | tegenstanders               | score |         |
| ---------------- | ---------- | ---------- | ------------- | --------------- | --------------------------- | ----- | ------- |
| gewonnen finales |            |            |               |                 |                             |       |         |
| geen             |            |            |               |                 |                             |       |         |
| verloren finales |            |            |               |                 |                             |       |         |
| 1.               | 2012-01-07 | Hopman Cup | hardcourt (i) | Richard Gasquet | Petra Kvitová Tomáš Berdych | 0–2   | details |

### Gewonnen ITF-toernooien enkelspel
| nr. | finale     | toernooi | dotatie  | ondergrond    | tegenstandster in finale | score    |
| --- | ---------- | -------- | -------- | ------------- | ------------------------ | -------- |
| 1.  | 2001-05-06 | Hatfield | $ 10.000 | gravel        | Maki Arai                | 6-0, 6-2 |
| 2.  | 2001-05-20 | Turijn   | $ 10.000 | gravel        | Stéphanie Rizzi          | 6-1, 6-1 |
| 3.  | 2001-08-19 | Koksijde | $ 10.000 | gravel        | Arantxa Parra Santonja   | 6-2, 6-1 |
| 4.  | 2002-02-24 | Columbus | $ 25.000 | hardcourt (i) | Maureen Drake            | 6-2, 6-3 |
| 5.  | 2002-11-03 | Poitiers | $ 50.000 | hardcourt (i) | Seda Noorlander          | 6-1, 6-0 |
| 6.  | 2005-12-17 | Dubai    | $ 75.000 | hardcourt     | Kaia Kanepi              | 6-2, 6-0 |

### Gewonnen ITF-toernooien dubbelspel
| nr. | finale     | toernooi | dotatie  | ondergrond    | partner      | tegenstandsters in finale       | score    |
| --- | ---------- | -------- | -------- | ------------- | ------------ | ------------------------------- | -------- |
| 1.  | 2002-10-13 | Cardiff  | $ 25.000 | hardcourt (i) | Vanessa Webb | Mariana Díaz Oliva Julie Pullin | 6-4, 6-2 |

## Resultaten grandslamtoernooien
| Legenda | Legenda                          |
| ------- | -------------------------------- |
| g.t.    | geen toernooi gehouden           |
| l.c.    | lagere categorie                 |
| –       | niet deelgenomen                 |
| G       | uitgeschakeld in de groepsfase   |
| 1R      | uitgeschakeld in de eerste ronde |
| 2R      | uitgeschakeld in de tweede ronde |
| 3R      | uitgeschakeld in de derde ronde  |
| 4R      | uitgeschakeld in de vierde ronde |
| KF      | uitgeschakeld in de kwartfinale  |
| HF      | uitgeschakeld in de halve finale |
| F       | de finale verloren               |
| W       | het toernooi gewonnen            |
| w-v     | winst/verlies-balans             |

### Enkelspel
| Toernooi        | 2001 | 2002 | 2003 | 2004 | 2005 | 2006 | 2007 | 2008 | 2009 | 2010 | 2011 | 2012 | 2013 |
| --------------- | ---- | ---- | ---- | ---- | ---- | ---- | ---- | ---- | ---- | ---- | ---- | ---- | ---- |
| Australian Open | –    | 1R   | 1R   | 2R   | 2R   | 2R   | 2R   | 1R   | KF   | 3R   | 2R   | 3R   | 3R   |
| Roland Garros   | 1R   | 1R   | 2R   | 1R   | 1R   | 2R   | 4R   | 1R   | 2R   | 3R   | HF   | 2R   | 3R   |
| Wimbledon       | –    | –    | 1R   | 3R   | 2R   | 2R   | F    | 3R   | 3R   | 4R   | KF   | 2R   | W    |
| US Open         | –    | 3R   | 1R   | 2R   | 3R   | 3R   | 4R   | 4R   | 2R   | 2R   | 2R   | KF   | –    |

### Vrouwendubbelspel
| Toernooi        | 2002 | 2003 | 2004 | 2005 | 2006 | 2007 |
| --------------- | ---- | ---- | ---- | ---- | ---- | ---- |
| Australian Open | –    | 2R   | 3R   | 3R   | –    | 1R   |
| Roland Garros   | 1R   | 2R   | 2R   | 3R   | 3R   | 1R   |
| Wimbledon       | –    | 2R   | KF   | 3R   | 2R   | 3R   |
| US Open         | –    | HF   | 1R   | 1R   | 2R   | –    |

### Gemengd dubbelspel
| toernooi        | 2004 |    | 2013 |
| --------------- | ---- | -- | ---- |
| Australian Open | –    | –  |      |
| Roland Garros   | 1R   | –  |      |
| Wimbledon       | 2R   | 1R |      |
| US Open         | –    | –  |      |